# Dan Godfrey
Sir Dan Godfrey (* 20. Juni 1868 in London; † 20. Juli 1939 in Bournemouth) war ein britischer Dirigent, der wie sein Vater Dan(iel) Godfrey (1831–1903) aus einer Musikerfamilie stammte.

## Leben
Der Sohn, ebenfalls mit Namen Dan Godfrey, war zunächst Sendeleiter im BBC-Studio Manchester, bevor er 1922 die erste Vollzeitstelle als Dirigent des späteren BBC Philharmonic übernahm, das damals BBC Wireless Orchestra und ab 1926 Northern Wireless Orchestra hieß.
Sir Dan Godfrey, Spross einer berühmten Familie englischer Kapellmeister und Sohn des Bandmasters der Militärkapelle der Grenadier Guards, (denen Émile Waldteufel den Walzer Les Grenadiers, Op. 207 gewidmet hatte), gründete 1893 das Bournemouth Municipal Orchestra und leitete es 41 Jahre bis 1934. Obwohl er mit der Stadtverwaltung von Bournemouth über einen Vertrag verfügte, der vorsah nur für ein Jahr mit 30 Musikern eine „Saison-Band“ zu dirigieren, schwebte ihm vor ein ständiges Sinfonieorchester in der Stadt zu installieren, was ihm ja dann auch glänzend gelungen ist.
Godfrey bespielte die erste Schallplatte mit Ralph Vaughan Williams A London Symphony am 11. Februar 1915. Auszüge dieser Sinfonie auf Tonträger dirigierte er noch einmal 1923 und eine verkürzte Version 1925.
Mit dem London Symphony Orchestra bespielte er Schallplatten der Werke wie zum Beispiel Mozarts Jupiter-Sinfonie. Antonín Dvořáks Slawische Tänze und Edvard Griegs Sigurd Jorsalfar.
Aber auch mit „seinem“ Bournemouth Municipal Orchestra bespielte er mehrere Schallplatten zwischen 1914 und 1930 für das Label
HMV. 1922 wurde er für seine hervorragenden Dienste für die britische Musik, auch auf das heftige Betreiben der Frauenrechtlerin Ethel Smyth als Knight Bachelor geadelt.